# Andrei Wassiljewitsch Prokofjew
Andrei Wassiljewitsch Prokofjew (russisch Андрей Васильевич Прокофьев, engl. Transkription Andrey Prokofyev; * 6. Juni 1959 in Swerdlowsk; † 19. Juni 1989) war ein sowjetischer Hürdenläufer und Sprinter.
Prokofjew war 1978, 1982, 1983 und 1986 sowjetischer Meister im 110-Meter-Hürdenlauf. 1982 gewann er auch im 100-Meter-Lauf. 1979 und 1983 gewann Prokofjew den Hürdensprint bei der Universiade.
Bei den Olympischen Spielen 1980 in Moskau waren die Hürdensprinter aus den Vereinigten Staaten wegen des Olympiaboykotts nicht am Start. Andrei Prokofjew wurde in 13,49 s Vierter über 110 Meter Hürden, 0,05 s hinter Bronze. In der 4-mal-100-Meter-Staffel gewann die sowjetische Mannschaft in der Aufstellung Wladimir Murawjow, Nikolai Sidorow, Alexander Aksinin und Prokofjew Gold in 38,26 s vor Polen, Frankreich, Großbritannien und der DDR.
Bei den Europameisterschaften 1982 in Athen gewann Prokofjew in 13,46 s Silber hinter Thomas Munkelt aus der DDR in 13,41 s. Die Stafette in der Besetzung Sergei Sokolow, Aksinin, Prokofjew und Sidorow gewann den Europameistertitel in 38,60 s vor den mit 38,71 s zeitgleichen Teams aus der DDR (Silber) und aus der BRD (Bronze).
Bei den Weltmeisterschaften 1983 in Helsinki gewann die sowjetische Staffel in der Besetzung Prokofjew, Sidorow, Murawjow und Wiktor Bryshin in 38,41 s Bronze hinter Italien (Silber in 38,37 s) und der Stafette aus den USA, die mit 37,86 s Weltrekord lief.
Andrei Prokofjew war 1,87 m groß und wog 83 kg. Prokofjew verstarb 13 Tage nach seinem 30. Geburtstag.

## Bestzeiten
- 100 m: 10,1 s, 3. Juni 1982, Moskau (handgestoppt; elektronisch: 10,33 s, 1982)
- 110 m Hürden: 13,28 s, 6. Juli 1986, Moskau